# Richard Fairbrass
Richard Peter John Fairbrass (Kingston-upon-Thames, 1953. szeptember 22. –) angol énekes, basszusgitáros és televíziós műsorvezető, leginkább a Right Said Fred popegyüttes frontembereként ismert. Az együttes az 1990-es évek elején vált híressé olyan slágerekkel, mint az "I’m Too Sexy" és a "Deeply Dippy". Fairbrass és zenekara két Ivor Novello-díjat nyert.

## Pályafutása
Mielőtt saját zenekarát megalapította volna, Fairbrass basszusgitárosként több neves előadóval is együtt dolgozott, köztük Boy George-dzsal. 1984-ben szerepelt David Bowie "Jazzin' for Blue Jean" című videójában, mint basszusgitáros. Az 1980-as évek végén testvérével, Freddel megalapították a Right Said Fred együttest. Kezdetben duóként léptek fel New Yorkban, majd 1990-ben csatlakozott hozzájuk Rob Manzoli gitáros. 1994-ben Fairbrass elnyerte a "Rear of the Year" díjat Mandy Smith-szel közösen. Ezt követően Rhona Cameronnal együtt vezette a BBC Two "Gaytime TV" című műsorát 1995 és 1999 között, amely az LMBT közönséget célozta meg.
1998 decemberében Fairbrass bemutatta a BBC One "Naked Eurovision" című műsorát, amely az 1998-as birminghami Eurovíziós Dalfesztivál kulisszái mögé engedett betekintést. 2001 júniusa és augusztusa között Gabrielle Richensszel közösen vezette a "The Desert Forges" című vetélkedőt a Channel 5 csatornán.

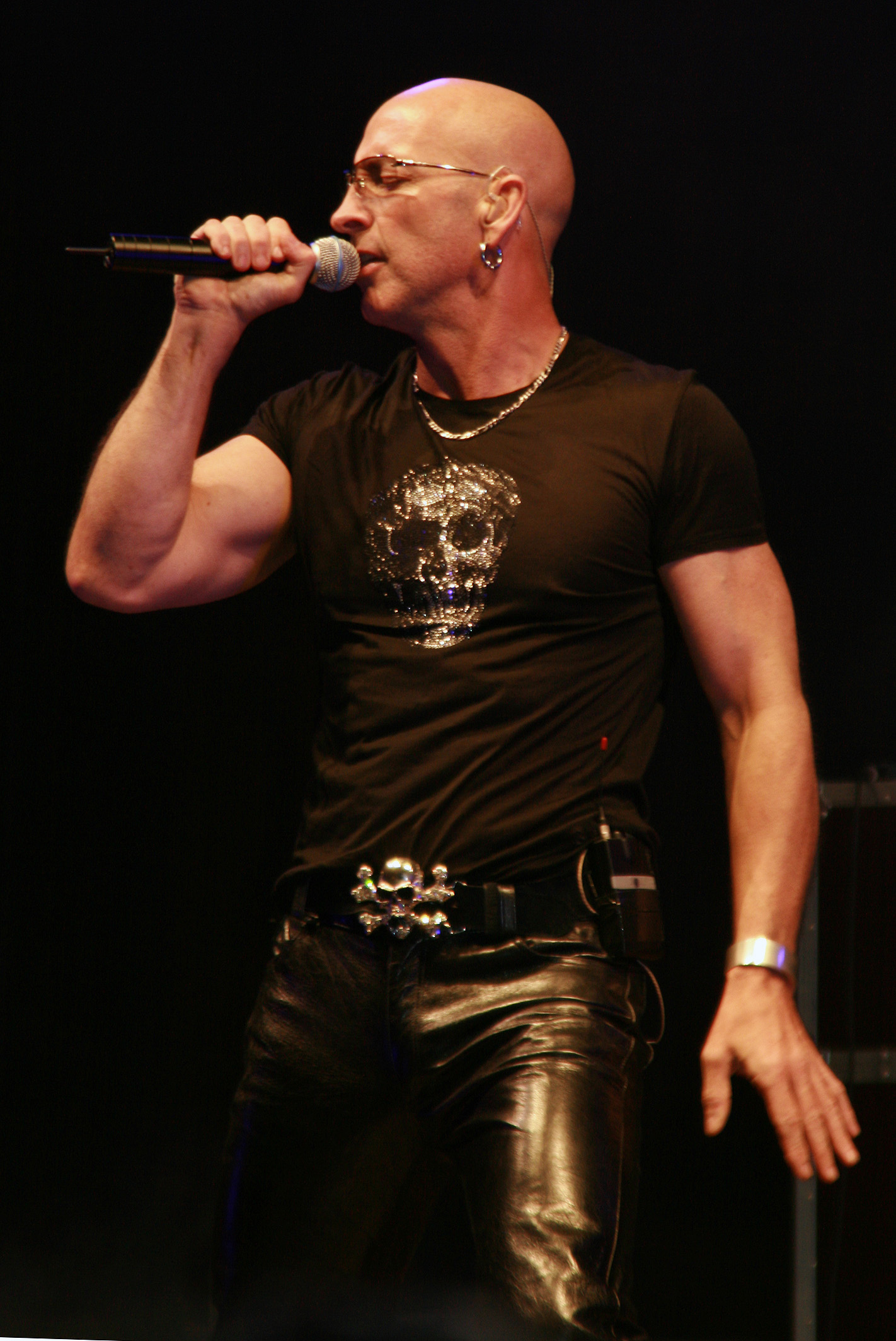
Richard Fairbrass a 2008-as bécsi Regenbogenparade-on

2007 áprilisában hírek jelentek meg arról, hogy Fairbrass tervezi indulását a 2008-as londoni polgármester-választáson.
2007. május 27-én, egy melegjogi tüntetés során a moszkvai Vörös téren, amely az oroszországi homoszexualitás dekriminalizálásának 14. évfordulóját ünnepelte, Richard Fairbrass és Peter Tatchell erőszakos támadás áldozatai lettek ultranacionalista ellentüntetők részéről. Ezt követően az orosz rendőrség letartóztatta és őrizetbe vette őket.

## Magánélete
Fairbrass 1953. szeptember 22-én született a londoni Kingston upon Thamesben, és East Grinsteadben, West Sussexben nőtt fel. Van egy fiatalabb testvére, Fred (született Christopher Abbott Bernard Fairbrass, 1956. november 2-án).
Richard 1991-ben nyíltan biszexuálisnak vallotta magát a The Sun című lapnak. Hosszú távú partnere 1982-től 2010-ig Stuart Pantry, a BBC sminkese volt, aki 2010 szeptemberében hunyt el rákban. Fairbrass azt is elmondta, hogy vonzódik azokhoz a "csinos fiúkhoz, akik lányoknak néznek ki, és lányokhoz, akik csinos fiúknak néznek ki".

### Nézetei a Covid-19-ről
Fairbrass 2021-ben kórházba került Covid-19 fertőzéssel, de ennek ellenére kritikusan nyilatkozott a Covid-19-intézkedésekről, és szkeptikus volt a vakcinával kapcsolatban.

### Nézetei az ukrajnai orosz invázióról
Fairbrass rendszeresen kommentálta a 2022-es ukrajnai háborút, gyakran támogatva Oroszország invázióját és Vlagyimir Putyin indoklásait a konfliktussal kapcsolatban. 2022 decemberében személyes Twitter-profilján közzétett egy bejegyzést, amelyben felszólította Putyint, hogy álljon ellen a "nyugati dominanciának". Emellett Volodimir Zelenszkijt és az ukrán kormányt despotikus rezsimnek nevezte.